# Shantipur
Shantipur (auch Santipur; bengalisch শান্তিপুর) ist eine Stadt im indischen Bundesstaat Westbengalen.
Die Stadt gehört zum Distrikt Nadia. Shantipur hat den Status einer Municipality. Die Stadt ist in 24 Wards gegliedert.

## Demografie
Die Einwohnerzahl der Stadt liegt laut der Volkszählung von 2011 bei 151.777 und die der Metropolregion bei 290.345. Shantipur hat ein Geschlechterverhältnis von 971 Frauen pro 1000 Männer und damit einen für Indien üblichen Männerüberschuss. Die Alphabetisierungsrate lag bei 80,9 % im Jahr 2011. Knapp 79 % der Bevölkerung sind Hindus, ca. 20 % sind Muslime und ca. 1 % gehören einer anderen oder keiner Religion an. 8,9 % der Bevölkerung sind Kinder unter 6 Jahren. Bengali ist die Hauptsprache in und um die Stadt.

## Wirtschaft
Wichtig für die lokale Wirtschaft ist neben der Landwirtschaft die Textilindustrie. Shantipur und die umliegende Region sind seit jeher für handgewebte Saris bekannt.

## Infrastruktur
Der Bahnhof von Shantipur ist Teil der Eastern Railway Division der Indian Railways und verbindet die Stadt mit Kolkata und weiteren Städten. Auch der National Highway 12 führt durch die Stadt.